# QZ Aurigae
QZ Aurigae eller Nova Aurigae 1964 var en snabb nova i stjärnbilden Kusken. Novan upptäcktes den 14 februari 1964 av den i USA verksamme astronomen N. Sanduleak.  Den nådde magnitud +6,0 i maximum och avklingade sedan snabbt.  Den är nu en stjärna av 18:e magnituden.